# LBG-2377
LBG-2377 è un sistema di galassie interagenti nella costellazione di Ercole che attualmente è il più distante conosciuto (11,4 miliardi di anni luce). Pertanto le sue immagini giunte fino alla Terra risalgono ad una fase precoce dell'evoluzione dell'Universo, quando questo aveva circa il 15% della età attuale.
Probabilmente il sistema è formato da due gruppi di galassie in rotta di collisione. Si prevede che questo proto-ammasso di galassie si fonderà in un ammasso di galassie più brillanti fino a costituire, crescendo nel tempo, un grande ammasso di galassie.
La scoperta è stata effettuata nel gennaio 2008 dall'astronomo Jeff Cooke della 'University of California, Irvine School of Physical Sciences utilizzando il telescopio Keck alla Hawaii.